# Rouvres-en-Xaintois
Rouvres-en-Xaintois és un municipi francès, situat al departament dels Vosges i a la regió del Gran Est. L'any 2007 tenia 295 habitants.

## Demografia

### Població
El 2007 la població de fet de Rouvres-en-Xaintois era de 295 persones. Hi havia 132 famílies, de les quals 40 eren unipersonals (12 homes vivint sols i 28 dones vivint soles), 44 parelles sense fills, 40 parelles amb fills i 8 famílies monoparentals amb fills.
La població ha evolucionat segons el següent gràfic:
Habitants censats

### Habitatges
El 2007 hi havia 144 habitatges, 131 eren l'habitatge principal de la família, 8 eren segones residències i 5 estaven desocupats. 138 eren cases i 6 eren apartaments. Dels 131 habitatges principals, 115 estaven ocupats pels seus propietaris, 11 estaven llogats i ocupats pels llogaters i 5 estaven cedits a títol gratuït; 1 tenia una cambra, 7 en tenien dues, 3 en tenien tres, 43 en tenien quatre i 77 en tenien cinc o més. 90 habitatges disposaven pel capbaix d'una plaça de pàrquing. A 66 habitatges hi havia un automòbil i a 51 n'hi havia dos o més.

### Piràmide de població
La piràmide de població per edats i sexe el 2009 era:
| Homes | Edats   | Dones |
| ----- | ------- | ----- |
| 0     | 95 o +  | 1     |
| 0     | 90 a 94 | 3     |
| 3     | 85 a 89 | 4     |
| 2     | 80 a 84 | 4     |
| 3     | 75 a 79 | 7     |
| 7     | 70 a 74 | 5     |
| 7     | 65 a 69 | 6     |
| 12    | 60 a 64 | 11    |
| 8     | 55 a 59 | 14    |
| 14    | 50 a 54 | 12    |
| 11    | 45 a 49 | 11    |
| 11    | 40 a 44 | 9     |
| 11    | 35 a 39 | 11    |
| 14    | 30 a 34 | 9     |
| 8     | 25 a 29 | 9     |
| 8     | 20 a 24 | 5     |
| 7     | 15 a 19 | 8     |
| 7     | 10 a 14 | 12    |
| 5     | 5 a 9   | 7     |
| 8     | 0 a 4   | 5     |

## Economia
El 2007 la població en edat de treballar era de 186 persones, 134 eren actives i 52 eren inactives. De les 134 persones actives 125 estaven ocupades (68 homes i 57 dones) i 10 estaven aturades (6 homes i 4 dones). De les 52 persones inactives 22 estaven jubilades, 7 estaven estudiant i 23 estaven classificades com a «altres inactius».

### Ingressos
El 2009 a Rouvres-en-Xaintois hi havia 136 unitats fiscals que integraven 320,5 persones, la mediana anual d'ingressos fiscals per persona era de 18.022 €.

### Activitats econòmiques
Dels 7 establiments que hi havia el 2007, 1 era d'una empresa alimentària, 1 d'una empresa de construcció, 2 d'empreses de comerç i reparació d'automòbils, 2 d'empreses d'hostatgeria i restauració i 1 d'una empresa classificada com a «altres activitats de serveis».
L'únic servei als particulars que hi havia el 2009 era una lampisteria.
Els 2 establiments comercials que hi havia el 2009 eren carnisseries.
L'any 2000 a Rouvres-en-Xaintois hi havia 5 explotacions agrícoles.

## Equipaments sanitaris i escolars
El 2009 hi havia una escola elemental.

## Poblacions més properes
El següent diagrama mostra les poblacions més properes.